# Jüdischer Friedhof Kobersdorf

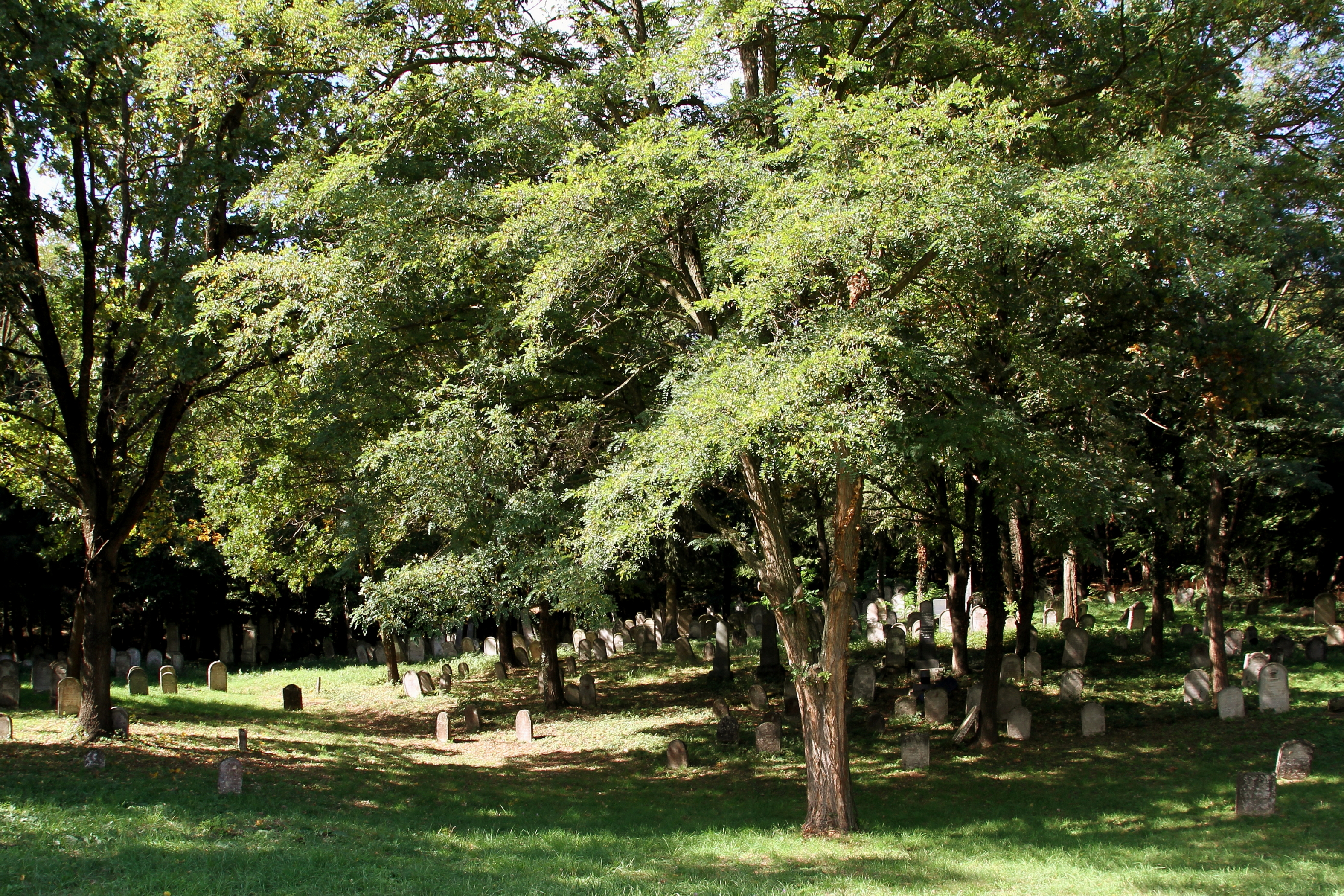
Jüdischer Friedhof in Kobersdorf

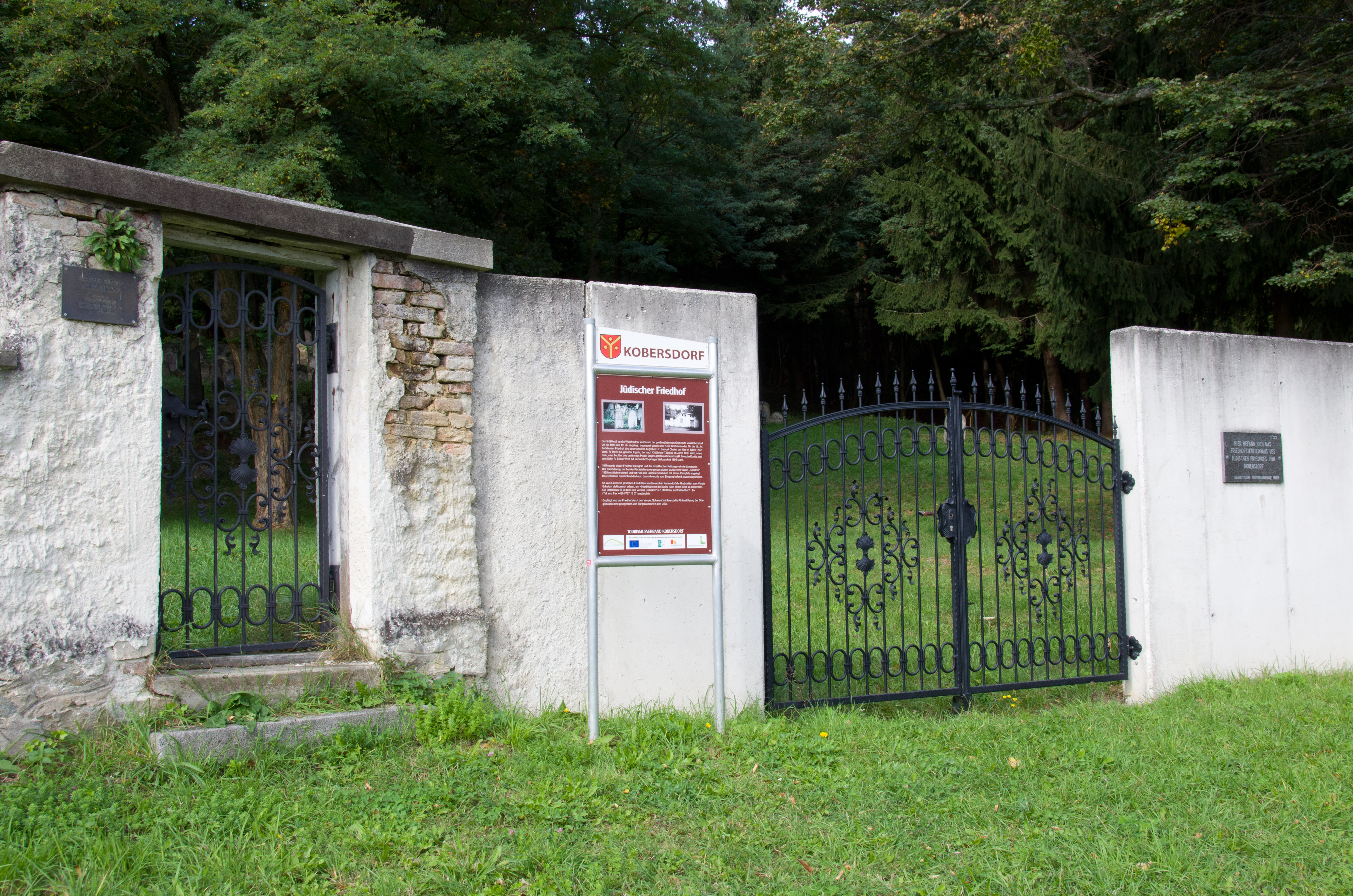
Eingangsportal

Der Jüdische Friedhof Kobersdorf befindet sich in der Marktgemeinde Kobersdorf im Bezirk Oberpullendorf im Burgenland. Der Jüdische Friedhof steht unter Denkmalschutz.
Der Friedhof wurde Ende des 16. Jahrhunderts an einem Hang des Lampelberges angelegt.
Das an einem Waldrand gelegene Friedhofsgelände wurde jahrelang stark vernachlässigt und Ende der 1980er Jahre im Auftrag der burgenländischen Landesregierung saniert. Es sind auf 5690 m² wohl um die 1200 Grabsteine erhalten.
Im Unterschied zu christlichen Friedhöfen erhalten jüdische Gräber keinen Grabschmuck. Da nach jüdischem Glauben Grab und Grabstein für immer Eigentum des bzw. der Bestatteten bleiben, werden diese niemals aufgelassen. Die Grabsteine sind ausschließlich in Hebräisch beschriftet und bestehen fast alle aus Sandstein, nur einige wenige sind aus Granit. Die älteren Grabsteine haben einen bogenförmigen Abschluss, die jüngeren einen horizontalen oberen Rand.
Auf dem Gelände befindet sich auch ein Genisa-Grab. Dies geht auf den Fund eines Grabsteinfragments zurück. Es handelt sich dabei um Österreichs ältestes und einziges dieser Art von vor 1945. Nur das 1987 errichtete Genisagrab am Wiener Zentralfriedhof ist sonst noch bekannt. Im Grab wurden am 20. April 1938 der Inschrift zufolge 13 Torarollen verborgen. An diesem Tag wurde der Kobersdorfer Rabbiner Simon Goldberger und seine gesamte Familie von der SA und zwei Zollwachbeamten auf Initiative des Bürgermeisters verschleppt und schwer misshandelt. Der Rabbiner und seine Frau wurden in Auschwitz ermordet. Auch seine drei kleinen Kinder wurden Opfer des Holocaust.